# Indian Airlines

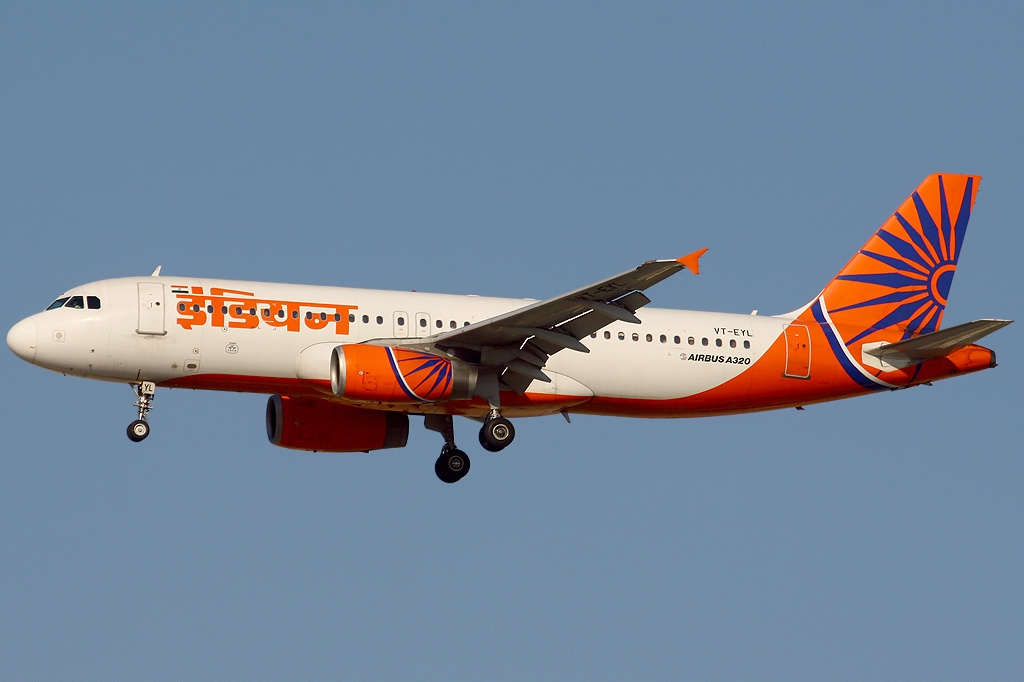
En Airbus A320 tillhörandes Indian Airlines

Indian Airlines var ett av Indiens ledande statsägda flygbolag, innan det slogs samman med Air India 2011. Bolagets IATA-förkortning var IC.
Indian Airlines grundades 15 juni 1953 som ett resultat av att Indiens regering och parlament beslutat nationalisera hela flygbranschen i Indien. Air India blev det bolag som skulle sköta internationell trafik, medan Indian Airlines skulle sköta inrikestrafiken.
Vid grundandet inkorporerades Deccan Airways, Airways - India, Bharat Airways, Himalayan Aviation, Kalinga Air Lines, Indian National Airways, (en del av gamla) Air India, Air Services of India i Indian Airlines, som på så sätt ärvde en flotta om 74 DC-3 Dakotas, 12 Vickers Viking, 3 DC-4:or och diverse mindre flygplan. Flygplanstypen Vickers Viscounts införskaffades 1957 och Fokker F-27 Friendship 1961.